# Rogas signaticornis
Rogas signaticornis är en stekelart som först beskrevs av Günther Enderlein 1920.  Rogas signaticornis ingår i släktet Rogas och familjen bracksteklar. Inga underarter finns listade i Catalogue of Life.